# John Trapp
John Quincy Trapp (Detroit, 2 ottobre 1945 – ...) è stato un cestista statunitense, professionista nella NBA e nella ABA.
Era il fratello di George Trapp.

## Carriera
Venne selezionato dai San Diego Rockets al secondo giro del Draft NBA 1968 (15ª scelta assoluta).

## Palmarès
- Campionato NBA: 1

Los Angeles Lakers: 1972